# Bạch cầu ưa kiềm

Bạch cầu ưa kiềm

Bạch cầu ưa kiềm là một loại bạch cầu hạt, chúng lưu thông trong máu rất giống dưỡng bào, một loại tế bào ở ngay bên ngoài của nhiều mao mạch.
Chúng giải phóng heparin vào máu (một chất chống đông máu), và cũng có thể lấy đi những hạt mỡ sau một bữa ăn nhiều mỡ. Dưỡng bào và bạch cầu ưa kiềm cũng giải phóng ra histamin, một lượng nhỏ bradykinin và serotonin. Chính các dưỡng bào trong những mô bị viêm đã giải phóng ra các chất kể trên trong quá trình viêm.
Bạch cầu ưa kiềm đóng vai trò cực kỳ quan trọng trong một số phản ứng dị ứng vì kháng thể IgE gây phản ứng dị ứng rất hay gắn vào dưỡng bào và bạch cầu ưa kiềm. Khi có kháng nguyên đặc hiệu phản ứng với kháng thể, kháng nguyên này sẽ gắn vào kháng thể làm cho dưỡng bào và bạch cầu ưa kiềm vỡ ra và giải phóng một lượng lớn histamin, bradykinin, serotonin, heparin, chất phản ứng chậm của Shock phản vệ và một số men thủy phân của lysosom. Những chất này gây ra các phản ứng mạnh và phản ứng mở tại chỗ để gây ra các biểu hiện dị ứng
Nhân tương tự bạch cầu ái toan - eosinophils nhưng trong bào tương có hạt ưa kiềm